# Paris-Tours 2012
Paris-Tours 2012 var den 106. udgav af Paris-Tours. Løbet blev afviklet den 7. oktober. Løbet var 230,5 km langt og startede i Châteauneuf-en-Thymerais og havde mål i Tours, Frankrig.

## Resultat
|    | Rytter                  | Hold                         | Tid               |
| -- | ----------------------- | ---------------------------- | ----------------- |
| 1  | Marco Marcato (ITA)     | Vacansoleil-DCM              | 4 t 50 min 34 sek |
| 2  | Laurens De Vreese (BEL) | Topsport Vlaanderen-Mercator | s.t.              |
| 3  | Niki Terpstra (NED)     | Omega Pharma-Quick Step      | s.t.              |
| 4  | John Degenkolb (GER)    | Argos Shimano                | 6 sec             |
| 5  | Laurent Pichon (FRA)    | Bretagne-Schuller            | 12 sec            |
| 6  | Greg Van Avermaet (BEL) | BMC Racing                   | s.t.              |
| 7  | Bjorn Leukemans (BEL)   | Vacansoleil-DCM              | s.t.              |
| 8  | Jonathan Hivert (FRA)   | Saur-Sojasun                 | 19 sek            |
| 9  | Jens Keukeleire (BEL)   | Orica-GreeEDGE               | s.t.              |
| 10 | Zdenek Stybar (CZE)     | Omega Pharma-Quick Step      | s.t.              |